# Алберо фон Мач
Алберо фон Мач (на немски: Albero von Matsch; † 10 януари 1280) от фамилията „Мач“ е фогт на Мач в Граубюнден. Фамилията Мач е стар благороднически род в Швейцария и Австрия. Те са фогти на Мариенберг и Мач в Граубюнден.

## Произход и наследство
Той е син на Хартвиг II фон Мач-Мариенберг († 20 декември 1249) и съпругата му София фон Мозбург. Внук е на Егино II фон Мач-Мариенберг († 25 ноември 1238) и правнук на фогт Егино I фон Мариенберг († 25 ноември 1238) и Аделхайд фон Ванген, дъщеря на Алберо I фон Ванген. Праправнук е на Хартвиг I фон Мач († сл. 1167). Брат е на фогт Егино III фон Мач († 18 април 1277, убит в Грац).
Фамилията фон Мач изчезва през 1510 г. Повечето собствености на род Мач в днешен Южен Тирол отиват на „фрайхерен фон Трап“, където е омъжена Барбара фон Мач († пр. 1474/18 април 1504, Болцано), омъжена за Якоб IV Трап († 17 август 1475, Болцано).

## Фамилия
Първи брак: с Аделхайд фон Рамюс († 1261?). Бракът е бездетен.
Втори брак: на 14 март 1263 г. със София фон Фелтурнс, наричана фом Щайн († сл. 10 август 1308), вдовица на Бруно I фон Кирхберг († пр. 1263), дъщеря на Хуго фон Фелтурнс и Елизабет фон Епан († ок. 1273), незаконна дъщеря на граф Улрих фон Епан († сл. 1232). Те имат децата:
- Улрих II фон Мач († 1309), женен на 29 октомври 1295 г. за Маргарета фон Фац († сл. 1343), дъщеря на Валтер V фон Фац († 4 ноември 1284) и графиня Лиукарда фон Кирхберг († 24 май 1326)
- Доротея фон Мач († сл. 1296)
- Маргарета фон Мач († сл. 1296)

Той има от друга връзка един син:
- Алберисиус фон Мач († сл. 1332)